# Elisa Trotta Gamus
Elisa Trotta Gamus   (Caracas, 8 d'abril de 1982) és una advocada i diplomàtica veneçolana nacionalitzada argentina.
El 29 de gener de 2019, va ser nomenada per l'Assemblea Nacional de Veneçuela com a representant de Veneçuela davant l'Argentina, càrrec que va estar fins al 7 de gener de 2020 quan el govern d'Alberto Fernández li va retirar les credencials com a ambaixadora del país. És fundadora de l'organització no governamental Aliança per Veneçuela. El 1r de gener de 2018, va ser designada per Manuel Mosca com a Directora de Programes Institucionals de la Cambra de diputats de la Província de Buenos Aires.

## Biografia

### Vida personal
És filla d'una veneçolana i de l'advocat argentí Alberto Trotta, un exmilitant del Partido Revolucionario de los Trabajadores (PRT) que es va exiliar el 1975 després d'haver estat pres polític, a disposició del Poder executiu. Trotta és advocada llicenciada en la Universitat Central de Veneçuela (UCV), va arribar a Buenos Aires (Argentina) el 2011 després de realitzar dos màsters a Boston gràcies a una beca del Programa Fulbright. També treballa com a assessora política i és especialista en drets humans.
És neboda de l'exdiputada i dirigent d'Acción Democrática Paulina Gamus.
Jueva practicant, Trotta es va exercir com diplomàtica de Congrés Jueu Llatinoamericà que va organitzar el 2018 la trobada pels 24 anys de l'atemptat a l'AMIA, al què van assistir Sara Garfunkel (mare del fiscal Alberto Nisman), Claudio Avruj (el secretari de Drets Humans i Pluralisme Cultural), i Maria Eugenia Vidal (governadora de la província de Buenos Aires).

### Carrera política
És propera a la coalició argentina Cambiemos, que lidera l'expresident Mauricio Macri, sent nomenada el 1r de gener de 2018, com a Directora de Programes Institucionals de la Cambra de Diputats de la Província de Buenos Aires, pel president d'aquest òrgan, Manuel Mosca.
Actualment és presidenta d'Aliança per Veneçuela, una xarxa d'organitzacions aliades de veneçolans que ajuden a la integració de la comunitat veneçolana a l'Argentina amb seu a la província de Tucumán. La seva organització va ser l'encarregada d'organitzar la manifestació del 23 de gener de 2019 contra Nicolás Maduro a la plaça del Vaticà a Buenos Aires. Afirma que va comptar amb l'assistència de 16.000 persones.

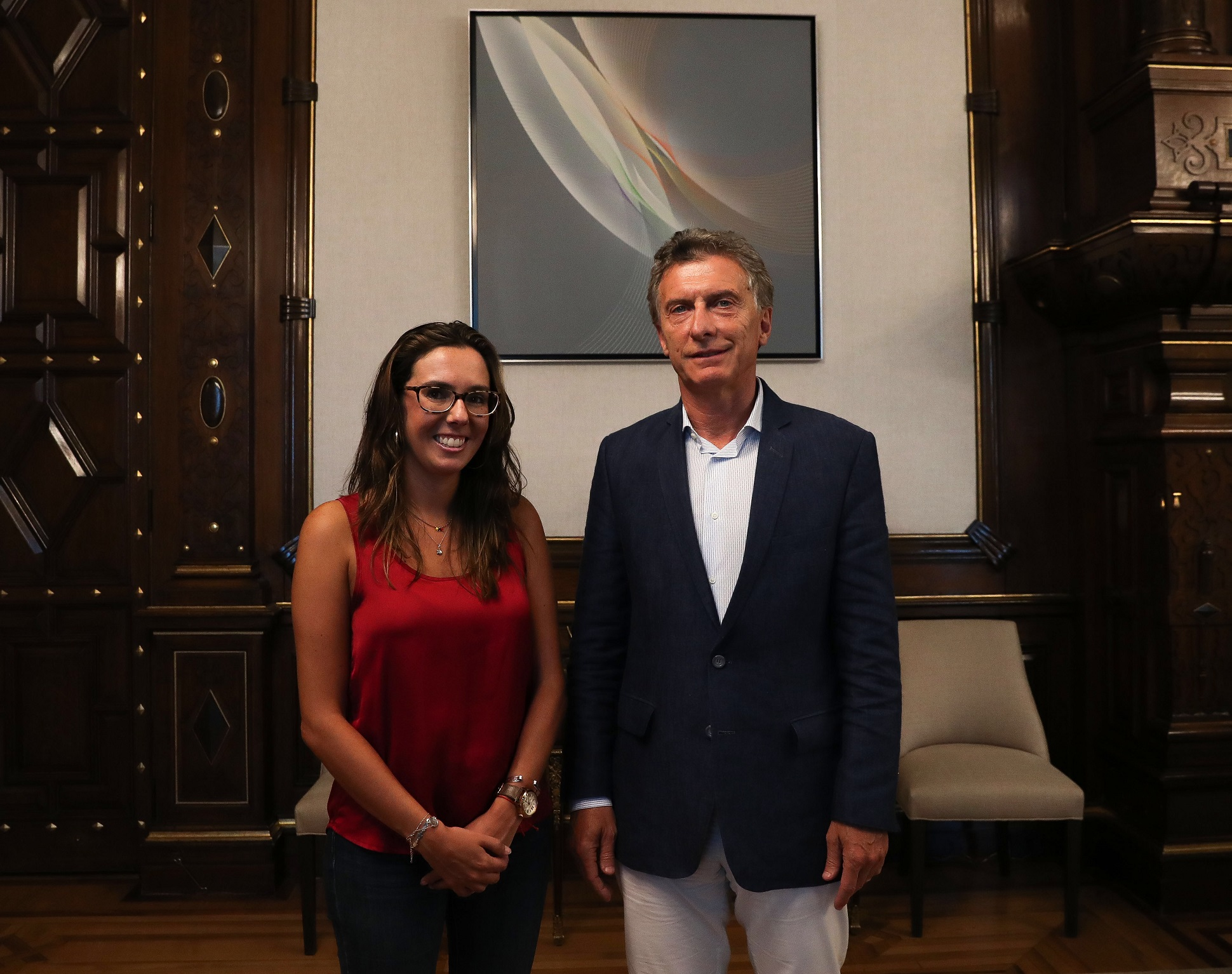
Trotta i Mauricio Macri en la Casa Rosada

El 29 de gener de 2019, va ser designada per l'Assemblea Nacional de Veneçuela, com a «representant diplomàtica» de Veneçuela davant l'Argentina, després d'un acord unànime a la cambra. Aquest mateix dia, es va reunir amb el llavors president de la Nació Argentina, Mauricio Macri a la Casa Rosada. El 12 d'abril de 2019, el Ministeri de Relacions Exteriors i Culte de l'Argentina li va atorgar les credencials que l'acreditaven com a «Representant del President de l'Assemblea Nacional i President Encarregat de Veneçuela» Juan Guaidó. El 7 de gener de 2020, el govern d'Alberto Fernández li va retirar les credencials diplomàtiques, i acabarà la seva «missió especial» a l'Argentina. Des de la Cancelleria argentina van precisar que Trotta Gamus «estava sota el format de missió especial» i «no com a ambaixadora formalment de Veneçuela».